# Krajowe Towarzystwo Naftowe
Krajowe Towarzystwo Naftowe (KTN, do 1881 Towarzystwo dla Opieki i Rozwoju Przemysłu i Górnictwa Naftowego w Galicji) – organizacja zrzeszająca osoby zajmujące się zawodowo wydobywaniem ropy naftowej i ozokerytu w Galicji, powstała w 1877 w Gorlicach z inicjatywy Ignacego Łukasiewicza.
We Lwowie istniało wcześniej Towarzystwo Techniczne, ale nie zajmowało się ono problemami bardzo szybko rozwijającego się przemysłu naftowego. W związku z tym Ignacy Łukasiewicz, przy okazji odbywającej się we Lwowie w 1877 Wystawy Rolniczo-Przemysłowej, zaproponował zorganizowanie Zjazdu Naftowego. Zjazd ten podjął uchwałę o powołaniu pierwszej społecznej organizacji naftowej pod nazwą Towarzystwo dla Opieki i Rozwoju Przemysłu i Górnictwa Naftowego w Galicji z siedzibą w Gorlicach (1877–1890). Później siedzibę Towarzystwa przenoszono do Jasła (1890–1895) i Lwowa (1896–1939). 
Funkcję prezesa powierzono Ignacemu Łukasiewiczowi, kolejnymi prezesami byli August Gorayski (1880-1911), Władysław Długosz (1911-1937), Tadeusz Chłapowski (1937-1938), Stanisław Szeptycki (1938-1939).
Założycielami Towarzystwa byli: Ignacy Łukasiewicz, Kazimierz Badeni, Wojciech Biechoński, Dębowski, Wojciech Dzieduszycki, Falkenheyn, Albert Fauck, Władysław Fibich, Heinrich Gintl, Karol Klobassa-Zrencki, L. Landau, Lewicki, M. Longchamps, H. Niewiadomski, Andrzej Kazimierz Potocki, Oktaw Pietruski, Rosenkrantz, Władysław Sapieha, Zenon Suszycki, Leon Syroczyński, Tytus Trzecieski, Władysław Wereszczyński, Ludwik Wodzicki, Zaleski, Stanisław Znamirowski, Mikołaj Zyblikiewicz. 
KTN zajmowało się również kształceniem zawodowym. W 1885 w Ropiance utworzyło Szkołę Wiertniczą. Wydawało również specjalistyczne czasopisma "Górnik", "Nafta", "Przegląd Naftowy" i "Przemysł Naftowy". Ponadto w latach trzydziestych XX w. KTN wydało kilkutomowy "Podręcznik Naftowy". Towarzystwo przestało istnieć we wrześniu 1939, po wybuchu II wojny światowej.